# Т-28
Т-28 е съветски среден танк. Прототипът му е построен през 1931 г., а серийното му производство започва в края на 1932 г. Изпълнява ролята на подкрепление за пехотата, който да преминава през укрепените отбранителни линии на врага. Създаден е като допълнения на по-тежкия Т-35, с който споделя многокуполния си дизайн. Танкът се оказва не особено успешен в бой, но изиграва важна роля като проект за разработка на съветските танкови производители.

## История
В началото на 1931 г. в ленинградския машиностроителен завод „Болшевик“ започва работата по проектирането на среден танк, предназначен за усилване на общовойсковите съединения при пробив на укрепена отбранителна полоса. В края на годината е създаден първият прототип и са проведени заводски изпитания. Машината получава обозначението Т-28.
Поради високите планови изисквания поставени пред завод „Болшевик“ от съветското ръководство, производството на новия танк е възложено на машиностроителния завод „Красный путиловец“ (преименуван в 1934 г. в Кировски завод). Проектната документация пристига в завода в края на 1932 г. За обслужване на серийното производство през 1932 г. към завода е създадена специална конструкторска група, която след две години – през 1934 г., е преименувана в СКБ-2.
В края на февруари 1933 г. са произведени първите 8 корпуса и започва работата по сглобяването на първите 4 машини. За 1 май същата година са произведени 12 Т-28, от тях 10 вземат участие в първомайския парад в Москва, а 2 в Ленинград. На 11 август 1933 г. Т-28 е приет на въоръжение в редовете на РККА. Общо в периода 1933 – 1941 г. са произведени 503 танка Т-28.
В хода на производството танкът е произвеждан в няколко серии, като са направени няколко сериозни промени в корпуса, купола и въоръжението. Въпреки че общият брой на подобренията надхвърля 600, тези, които са оказали влияние върху бойните характеристики на машината, са само три. От началото на 1938 г. започва монтирането на новото 76,2-мм танково оръдие Л-10. В края на 1939 г., след проучване опита от боевете във Финландия, е увеличена дебелината на бронята – челните бронелистове са увеличени до дебелина от 50 – 80 мм, а страничните до 40 мм. Поради това теглото на танка нараства до 32 т. И накрая през 1940 г. е произведена последната серия Т-28, която е с коническа купола.

## Въоръжение
Танковете Т-28 от първата серия са въоръжавани със 76,2-мм танково оръдие КТ-28 обр. 1927/32 г. Оръдието КТ-28 представлява разновидност на 76,2-мм полково оръдие обр. 1927 г., като са направени следните промени – намалена е дължината на отката на 500 мм, увеличено е количеството на течността в накатното устройство, монтиран е нов подемен механизъм и нови прицелни прибори.
Оръдието е монтирано в оръдейна маска и е снабдено с телескопичен и перископичен прицели. Телескопичният прицел обр. 1930 е разположен отляво на ствола, а перископичният обр. 1932 г. – на покрива на куполата. Съединен е с оръдието посредством привод към перископа. Освен тях в куполата, отляво и симетрично с перископичния прицел е монтирана командирска панорама. От 1938 г. на Т-28 е монтирано 76,2-мм танково оръдие Л-10.
Лекото въоръжение на танка се състои от четири 7,62 мм картечници ДТ („Дегтярев танковый“). В куполата, отдясно на оръдието, е монтирана сдвоена картечница. Картечницата води обстрел в хоризонталната плоскост +/-30°, а във вертикалната -20°/+30°. За водене на огън в задната полусфера на танка в задкуполната ниша е монтирана запасна куполна картечница. Останалите две картечници са монтирани в двете малки куполи и водят огън в хоризонталната плоскост 165°.
При танковете от по-късните серии на люка на мерача е монтирана установка П-40 със 7,62-мм картечница ДТ за борба с въздушни цели. За водене на огън се използва колиматорен прицел.
Боекомплектът на танка се състои от 69 снаряда и 7938 патрона.

## Устройство

### Корпус
Корпусът на танка е изпълнен като корпусна кутия от заварени по между си отделни бронелистове. Предната му част е скосена, което увеличава обзора на механик-водача и намалява мъртвото обзорно пространство. На стиковете на горния преден, на челния и вертикалния бронелистове и дъното на корпуса са заварени ъглови профили с цел повишаване здравината на корпуса.
Кабината на механик-водача е с кубообразна форма. Монтирана е в предната част на корпуса точно по надлъжната ос на корпуса. Вертикалните ѝ стени в горната си част са заварени за корпуса. Предната ѝ стена всъщност представлява специален капак, монтиран на две панти, който се отваря с помощта на две ръчки, монтирани на вътрешната му страна. На капака, чрез шарнирни съединения, е монтиран предпазен щит с тесен процеп за наблюдение, прикрит с триплекс. Достъпът на механик-водача до вътрешността се осъществява през люк в горната част на кабината. Люкът се крепи на две панти.
На дъното на корпуса, под моторно-трансмисионното отделение, са монтирани осем люка, предназначени за достъп до различните агрегати на танка, наливане на гориво и масло. От всяка страна по цялото протежение на дъното на корпуса са оставени по шест отвора за амортисьорите и крепежа им.
Моторното отделение е прикрито с един бронелист, на който е монтиран люк за достъп до двигателя. Люкът е закрепен на панти и в средата му е монтиран капакът на въздухозаборника. Вляво и вдясно са разположени жалузите за достъп на въздух до радиатора на двигателя. Зад него са монтирани двете изпускателни тръби.
В задната част на корпуса е монтиран наклонен лист с кръгъл отвор в средата, в който се монтира дифузьора на вентилатора.
Бойното отделение е отделено от двигателното с преграда, в която е оставен квадратен отвор за достъп до двигателя. Във всеки от бордовете на корпуса е оставен по един отвор за достъп до приборите за димопускане.
Към дъното на корпуса по протежение на моторното отделение е заварена рамата на двигателя и първичната предавка за вентилатора. За по-голяма здравина рамата е укрепена с по две греди, които служат и за опора на радиатора. От ляво и от дясно на рамата са разположени вертикалните ниши, в които са монтирани горивните резервоари.

### Купола
Главната купола е изпълнена чрез заваряване и има елиптична форма. В задната ѝ част е монтирана кърмова ниша. В задната стена на нишата е оставен кръгъл отвор за монтиране на картечницата (в машините от по-раншните серии картечницата се закрепва във вертикален процеп). Радиостанцията е монтирана в стената на нишата. В горния бронелист на куполата се монтирани два люка – кръгъл и правоъгълен (в машините от по-раншните серии има само един правоъгълен люк). В предната им част са монтирани перископичните прибори и основата на радиоантената. От двете страни на куполата са оставени кръгли отвори за стрелба с личното оръжие. Отворите се закриват от вътре с капаци. Малко по-напред от тях са оставени процепи за наблюдение, закрити с триплекс.
Във вътрешността на купола са разположени командирът и мерачът. Куполата е снабдена с висящ под, който е закрепен за нея посредством четири опорни колела. Под седалките на командира и мерача са монтирани по 6 гнезда за снаряди. Между двете седалки са монтирани още 8 гнезда за снаряди (в машините от по-раншните серии – 12 гнезда) и шест с боеприпаси за картечниците. Седалката на пълнача е сгъваема и е закрепена шарнирно за задната стойка на пода.
Всички малки куполи са с еднакво устройство. Имат кръгла форма с лек издатък в предната част, където се монтира картечницата. Единствената разлика в тях се състои в различното местоположение на наблюдателните процепи.

### Двигател и трансмисия
На танковете Т-28 от всички серии е монтиран само един тип двигател – авиационният двигател М-17Л. Двигателят е 12-цилиндров, бензинов, V-образен, карбураторен, с експлоатационна мощност от 450 к.с. при 1400 об/мин, със суха маса – 553 кг. Горивото се подава под налягане, чрез бензинова помпа. Общият запас на гориво е 660 л (2 по 330 л). Карбураторите са два – от типа КД-1. Охлаждането на двигателя е принудително водно и се осъществява от радиатор с вместимост от около 100 л.
Трансмисията се състои от главен съединител със сухо триене, петскоростна предавателна кутия (пет предни и една задна скорост), многодискови сухи бордови фрикциони и двуредни бордови предавки. Скоростната кутия е снабдена с устройство за блокиране при изключен главен съединител. Спирачната система е от лентов тип с феродово покритие.

### Ходова част
Ходовата част се състои от разположени отзад водещи зъбни колела с диаметър 720 мм и 17 зъба, стоманени направляващи колела с гумен бандаж с диаметър 780 мм, четири двойки поддържащи колела, две двойки опорни колела и винтово натяжно приспособление.
Окачването е изпълнено по блокировъчна схема. Поддържащите и опорните колела са свързани с подресорни цилиндрични спирални пружини.
Веригата има дължина 15 800 мм и се състои от 121 стоманени трака. Ширината на траковете е 380 мм, а дължината – 170 мм.

### Електрооборудване и средства за свръзка
Електрооборудването е изпълнено по еднопроводна схема и работно напрежение 12 V, като само стартерът работи с напрежение 24 V. При машините от втората серия двигателят за въртене на куполата също е с работно напрежение 24 V. Генераторът има мощност 1 kW.
Първоначално на Т-28 са монтирани радиостанции от модела 71-ТК-1, но след 1935 г. са заменени с по-модерните – 71-ТК-З. Предвидени са два варианта за захранване – от машината и от акумулатори. Вътрешната връзка се осъществява от танкофон с възможност за връзка между 6 души.
71-ТК-З е приемо-предавателна, телефонно-телеграфна, симплексна радиостанция с амплитудна модулация. Има работен диапазон 4 – 5,6 MHz и обезпечава далечина на връзката в телефонен режим – 15 км (в движение) и 30 км (на място) и в телеграфен режим – 50 км (на място). Теглото ѝ е 80 кг без антената.

### Специално оборудване
Специалното оборудване на Т-28 включва система за противопожарна защита и апаратура за създаване на димна завеса.
Системата за ППЗ се състои от 3-литрови пожарогасители, пълни с въглерод, разположени под радиатора. Бутонът за пуск на системата е изведен на таблото на механик-водача. Допълнително са монтирани и два ръчни пожарогасителя.
Апаратурата за създаване на димна завеса се състои от два апарата за димопуск ТДП-3, монтирани на двата борда в специални сандъци.

## Бойно използване
Първите 10 произведени танка са въведени на въоръжение в състава на 2 отделен танков полк от Резерва на Главното командване (РГК) на Ленинградския военен окръг. В края на 1935 отделни танкови полкове от РГК са създадени и в останалите погранични военни окръзи. Организационно в състава им са включени 3 танкови батальона с по 30 танка всеки. В края на същата година на тяхната база са развърнати отделни тежки танкови бригади. Организационно тежката танкова бригада се състои от три линейни танкови батальона, учебен батальон, батальон за бойно осигуряване и други помощни подразделения. Бригадата е въоръжена със средните танкове Т-28 и тежките Т-35.
Танковите части и съединения от състава на РГК са подготвяни по специално разработена програма. Предвиждано е те да бъдат използвани за усилване на стрелковите дивизии и корпуси в хода на осъществяване пробив в силно укрепена отбранителна полоса. В края на 1939 г. в състава на РККА има 4 тежки танкови бригади – 4-та, 5-а, 10-а и 20-а, дислоцирани съответно в Киевския специален ВО, Харковския ВО, Западния специален ВО и Ленинградския ВО.
В хода на Втората световна война първи вземат участие в бойни действия 4-та и 10-а тежки танкови бригади. Те участват в „освободителният поход“ в Западна Украйна през 1939 г.
В края на ноември 1939 г. е извършена реорганизация на Автобронетанковите войски на Червената армия. Тежките танкови бригади са реорганизирани в танкови бригади с три батальонна структура и състав 156 танка (от тях 39 БТ). Като в бъдеще е предвиждано превъоръжаването им с танкове КВ-1.
В същото време на 30 ноември 1939 г. започва конфликта между СССР и Финландия. В него вземат участи 10-а и 20-а тежки танкови бригади, които все още не са реорганизирани по новия щат. В хода на войната Т-28 е използван основно за стрелба с право мерене по амбразурите на финландските ДОТ-ове. Въпреки наличието на 30-мм броня танковете понасят големи загуби от огъня на противниковата артилерия. Именно в резултат на това се появява модификацията Т-28э, с допълнителни екрани. До 1945 г. Финландската армия използва 7 танка Т-28, пленени във войната, в единствената си танкова бригада. За участието си във войната с Финландия 20 тежка танкова бригада „С. М. Киров“ е наградена с Орден Червено знаме.
През март 1940 г. започва реорганизация на Автобронетанковите войски на Червената армия. Формирани са механизирани корпуси и бригадната организация е заменена с дивизионна. Танковите бригади са разформировани и техниката им е предадена на новосформираните дивизии. Танковете Т-28 са включени в 8 тд (4 мк) и 10 тд (15 мк) от състава на Киевския специален ВО, 5 тд (3 мк) от състава на Прибалтийски специален ВО и 3 тд (1 мк) от състава на Ленинградския ВО. На 1 януари 1941 г. във войските е имало на въоръжение 441 танка Т-28.
Участието на Т-28 във Втората световна война е от самото ѝ начало. Огромна част от танковете са загубени още в първите месеци на войната поради това, че са на въоръжение в пограничните военни окръзи. По-нататък малкото останали машини са използвани до 1943 г. на Ленинградския фронт и в битката за Москва (1941 – 1942 г.). Вече в лятото на 1941 г. Т-28 е считан от съветското военно ръководство за остарял.

## Модификации
- Т-28 – базова машина. Произвеждана в няколко серии с малки различия по между им.
- Т-28Е – С увеличена бронезащита. Поставени са екрани.
- Т-28Б – По-дълго оръдие.
- Т-28В – Подобрена броня.
- Т-28ТМ – серийна машина Т-28 оборудвана с минен трал ТМ-35. Работата спира на етап изпитания.
- ИТ-28 – инженерен танк за поставяне на двуколеен мост (дължина -13,3 м, ширина – 3,35 м и тегло 25 т). За основа е използван Т-28Е. Произведени са два прототипа.
- Т-28ПХ – серийна машина Т-28 оборудвана за преминаване на водни прегради с дълбочина до 4,5 м. Рабоата спира на етап изпитания.
- ОТ-28 – Танк с огнехвъргачка.
- Т-29 – Колесно-гъсеничен среден танк. Приет на въоръжение през 1937 г., но не е произвеждан серийно.
- СУ-14-1 – 203,2 мм самоходна артилерийска установка, създадена на базата на шасито на Т-28.
- СУ-8 – 76 мм зенитна самоходна установка, разработена на базата на Т-28. Возим боекомплект – 108 сн, екипаж – 6 души.